# El Conservador
El Conservador (Der Konservative) war eine im früheren 19. Jahrhunderts von der Druckerei Vega y Compañía in Madrid herausgegebene kurzlebige spanische Zeitung. Sie erschien vom 27. März 1820 bis 30. September 1820.
Sie enthielt einen vermischten Teil, Nachrichten, Anzeigen, Klatsch und Tratsch und einige andere Informationen über Kunst und Literatur.
Über den spanischen Maler und Graphiker Francisco de Goya (1746–1828) beispielsweise wurde darin in der Ausgabe Nr. 18 vom 13. April 1820 die folgende Information veröffentlicht:
Que residiendo en Madrid el príncipe de los pintores españoles de este siglo el célebre don Francisco Goya, se le comisione por el Ayuntamiento para que dibuje ó pinte lo que haya allí de pintable ó dibujable ad perpetuam rei memoriam. Y de paso oiga Vmd. un secreto. Sé de buena tinta que el referido Goya es tan patriota que no dejaré de admitir esta comisión; y yo añado que no solo la desempeñará con la maestria que acostumbra, sino con el desinterés con que siempre se ha conducido. Pero esto, Sr. Editor, no se lo diga á nadie. Agur y mandar á = Juan Turbio.
Der Fürst der spanischen Maler dieses Jahrhunderts, der berühmte Don Francisco Goya, der sich in Madrid aufhält, wird vom Stadtrat beauftragt, alles zu zeichnen oder zu malen, was es dort zu malen oder zu zeichnen gibt, ad perpetuam rei memoriam. Und wenn Sie schon dabei sind, möchte ich Sie in ein Geheimnis einweihen. Ich weiß aus zuverlässiger Quelle, dass der oben erwähnte Goya so patriotisch ist, dass er es nicht versäumen wird, diesen Auftrag anzunehmen. Und ich füge hinzu, dass er ihn nicht nur mit dem gewohnten Geschick, sondern auch mit der Selbstlosigkeit ausführen wird, mit der er sich immer verhalten hat. Aber das, Herr Redakteur, erzählen Sie niemandem. Agur y mandar á = Juan Turbio.